# Cazaubon
Cazaubon è un comune francese di 1.670 (2020) abitanti situato nel dipartimento del Gers nella regione dell'Occitania.

## Società

### Evoluzione demografica
Abitanti censiti